# Shenjue
 (novembre 2024).
Si vous disposez d'ouvrages ou d'articles de référence ou si vous connaissez des sites web de qualité traitant du thème abordé ici, merci de compléter l'article en donnant les références utiles à sa vérifiabilité et en les liant à la section « Notes et références ».
L'ère Shenjue, ou Chen-tsiue (61 - 58 av. J.-C.) (chinois : 神爵 ; pinyin : Shénjué ; litt. « noblesse divine ») est la quatrième ère chinoise de l'empereur Xuandi de la dynastie Han.
L'ère Shenjue fut proclamée au deuxième mois de la cinquième année de Yuankang (mars 61 av. J.-C.) et entra en application au troisième mois (avril 61 av. J.-C.)

## Chronique

### 1reannée(61av. J.-C.)
- Les Qiang occidentaux fomentent une rébellion contre les Han et empruntent des troupes aux Xiongnu. L'empereur Xuandi envoie le général Zhao Chongguo (zh) pour les mater. Celui-ci et le général Xu Yunshou obtiennent une grande victoire.

### 2eannée(60av. J.-C.)
- Les Qiang livrent la tête de leur chef Yang Yu et se soumettent aux Han. Xuandi accepte leur serment de vassalité et retire ses troupes.

### 3eannée(59av. J.-C.)
- Début d'une grande guerre civile entre les Xiongnu.

### 4eannée(58av. J.-C.)
- Le chanyu Hu Hanxie attaque le chanyu Woyanqudi (zh).

| Shenjue                | 1re année    | 2de année    | 3e année     | 4e année     |
| ---------------------- | ------------ | ------------ | ------------ | ------------ |
| Calendrier julien      | 61 av. J.-C. | 60 av. J.-C. | 59 av. J.-C. | 58 av. J.-C. |
| Calendrier sexagésimal | Gengshen     | Xinyou (de)  | Renxu (de)   | Guihai (de)  |